# Liga Nogometnog saveza područja Nova Gradiška 1976./77.
Liga Nogometnog saveza područja Nova Gradiška također i kao Područna liga Nova Gradiška; Područna liga NSP Nova Gradiška je bila liga petog stupnja nogometnog prvenstva Jugoslavije u sezoni 1976./77. 
 
Sudjelovalo je 12 klubova, a prvak je bio klub "Sava" iz Stare Gradiške. 

## Ljestvica
| mj. | klub                     | ut. | pob. | ner. | por. | gol+ | gol- | bod |
| --- | ------------------------ | --- | ---- | ---- | ---- | ---- | ---- | --- |
| 1.  | Sava Stara Gradiška      | 22  | 18   | 1    | 3    | 72   | 22   | 37  |
| 2.  | Psunj Okučani            | 22  | 15   | 2    | 5    | 77   | 38   | 22  |
| 3.  | Partizan Batrina         | 22  | 13   | 0    | 9    | 53   | 42   | 26  |
| 4.  | Dinamo Godinjak          | 22  | 11   | 3    | 8    | 44   | 36   | 25  |
| 5.  | Jedinstvo Novska         | 22  | 10   | 3    | 9    | 44   | 37   | 23  |
| 6.  | Slavonac Nova Kapela     | 22  | 9    | 4    | 9    | 56   | 39   | 22  |
| 7.  | Omladinac Vrbova         | 22  | 10   | 2    | 10   | 41   | 39   | 22  |
| 8.  | Budućnost Rešetari       | 22  | 8    | 4    | 10   | 56   | 43   | 20  |
| 9.  | Strmac Nova Gradiška     | 22  | 9    | 1    | 12   | 45   | 59   | 19  |
| 10. | Posavac Davor            | 22  | 7    | 3    | 12   | 37   | 58   | 17  |
| 11. | Partizan Medari          | 22  | 5    | 3    | 14   | 27   | 67   | 13  |
| 12. | Sloboda Gornji Bogićevci | 22  | 3    | 0    | 19   | 28   | 100  | 6   |

## Rezultatska križaljka
| kratica | klub                     | BUD | DIN | JED | OML | PARB | PARM | POS | PSU | SAVA | SLA | SLO | STR |
| --- | ------------------------ | --- | --- | --- | --- | ---- | ---- | --- | --- | ---- | --- | --- | --- |
| BUD | Budućnost Rešetari       |     |     |     |     |      |      |     |     |      |     |     |     |
| DIN | Dinamo Godinjak          |     |     |     |     |      |      |     |     |      |     |     |     |
| JED | Jedinstvo Novska         |     |     |     |     |      |      |     |     |      |     |     |     |
| OML | Omladinac Vrbova         |     |     |     |     |      |      |     |     |      |     |     |     |
| PARB | Partizan Batrina         |     |     |     |     |      |      |     |     |      |     |     |     |
| PARM | Partizan Medari          |     |     |     |     |      |      |     |     |      |     |     |     |
| POS | Posavac Davor            |     |     |     |     |      |      |     |     |      |     |     |     |
| PSU | Psunj Okučani            |     |     |     |     |      |      |     |     |      |     |     |     |
| SAVA | Sava Stara Gradiška      |     |     |     |     |      |      |     |     |      |     |     |     |
| SLA | Slavonac Nova Kapela     |     |     |     |     |      |      |     |     |      |     |     |     |
| SLO | Sloboda Gornji Bogićevci |     |     |     |     |      |      |     |     |      |     |     |     |
| STR | Strmac Nova Gradiška     |     |     |     |     |      |      |     |     |      |     |     |     |
| |                          |     |     |     |     |      |      |     |     |      |     |     |     |
| podebljan rezultat - utakmice od 1. do 11. kola (1. utakmica između klubova) rezultat normalne debljine - utakmice od 12. do 22. kola (2. utakmica između klubova) rezultat nakošen - nije vidljiv redoslijed odigravanja međusobnih utakmica iz dostupnih izvora rezultat smanjen * - iz dostupnih izvora nije uočljiv domaćin susreta prekrižen rezultat - poništena ili brisana utakmica p - utakmica prekinuta 3:0 p.f. / 0:3 p.f. - rezultat 3:0 bez borbe |                          |     |     |     |     |      |      |     |     |      |     |     |     |

 Izvori: